# Atlantic Entertainment Group
Atlantic Entertainment Group, mais conhecido como Atlantic Releasing Corporation, foi um estúdio cinematográfico estadunidense, foi fundado em 1974 por Tom Coleman e Michael Rosenblatt e extinto em 1989.

## Fundação
Em 1974, Tom Coleman e Michael Rosenblatt fundaram a Atlantic Releasing Corporation para distribuir filmes independentes para todo o bem gosto.

## Filmes
O seu grande sucesso foi Lobijovem (Teen Wolf) em 1985, com Michael J. Fox no papel de Scott Howard.

## Divisão
Em 1985, a Atlantic Entertainment Group lançou a divisão para crianças chamada Clubhouse Pictures.

## Extinção
A Atlantic Entertainment Group foi extinta em 1989.